# Normalform einer Matrix
Die Normalform einer Matrix dient in der linearen Algebra dazu, sich eine Übersicht über Matrizen zu verschaffen. Alle zu einer Normalform wesentlich gleichen Matrizen teilen sich bestimmte, wesentliche Eigenschaften. Die Menge der Matrizen, für die eine bestimmte Normalform existiert, kann von Mengen unterschieden werden, in denen die betrachtete Normalform nicht definiert ist, vielleicht dafür eine andere. So kann man sich eine Übersicht über alle existierenden Matrizen verschaffen.:226
Das beschriebene Vorgehen wird mathematisch wie folgt formalisiert. Die Einteilung nach Eigenschaften ist eine Klassifikation, die in diesem Zusammenhang durch Repräsentanten oder – gleichbedeutend – durch Normalformen geschieht. Die Normalform ist für eine Menge M von Matrizen definiert. Wesentlich gleiche Matrizen sind im Sinne einer zu definierenden Äquivalenzrelation ~ auf M äquivalente Matrizen, besitzen dieselbe Normalform N und sind Element der Äquivalenzklasse [N] := {A | A~N, A ∈ M}. Zu jeder Matrix aus M muss es genau eine Normalform nach ~ geben, damit die Klassifikation in dieser Weise gelingt.:229f
Die Tabelle führt bekannte Normalformen von Matrizen auf. Die erste Spalte gibt die Menge M der Matrizen an, für die die Normalform definiert ist. Die Äquivalenzrelation ~ ergibt sich aus der zweiten und dritten Spalte. Die erste Normalform beispielsweise weist für eine beliebige n×m-Matrix und alle zu ihr äquivalenten Matrizen denselben Rang auf. Die Äquivalenz im letzteren Sinn ist nicht zu verwechseln mit der Äquivalenzrelation ~, und bedeutet, dass es invertierbare Matrizen P und Q gibt, sodass N = P−1AQ für die Matrix A und ihre Normalform N gilt. Der Artikel, der die Normalform näher beschreibt, ist in der vierten Spalte angegeben.
| Menge M                      | Vergleichbare Matrizen     | Äquivalente Eigenschaft                       | Normalform                                                                       |
| ---------------------------- | -------------------------- | --------------------------------------------- | -------------------------------------------------------------------------------- |
| beliebige n×m-Matrizen       | Äquivalente Matrizen       | Rang                                          | Rang (Lineare Algebra)#Normalform                                                |
| beliebige n×m-Matrizen       | Äquivalente Matrizen       | Elementarteiler                               | Smith-Normalform                                                                 |
| Trigonalisierbare Matrizen   | Ähnliche Matrizen          | Eigenwerte                                    | Jordansche Normalform                                                            |
| Nilpotente Matrizen          | Ähnliche Matrizen          | Eigenwerte                                    | Jordansche Normalform, bei der hier nur nullen auf der Hauptdiagonalen stehen:20 |
| Quadratische Matrizen        | Ähnliche Matrizen          | Eigenwerte                                    | Frobenius- und Weierstraß-Normalform                                             |
| Trigonalisierbare Matrizen   | Es gibt U, sodass N = U*AU | Eigenwerte                                    | Schursche Normalform                                                             |
| Orthogonale Matrizen         | Es gibt Q, sodass N = Q⊤AQ | Eigenwerte                                    | Orthogonale Matrix#Diagonalisierbarkeit.                                         |
| Reelle symmetrische Matrizen | Es gibt R, sodass N = R⊤AR | Anzahl der positiven und negativen Eigenwerte | Sylvestersche Normalform:241                                                     |

Darin ist
- U eine unitäre Matrix und U* ihre adjungierte Matrix (was im reellen dem Folgenden entspricht),
- Q eine orthogonale Matrix und Q⊤ ihre transponierte Matrix, und
- R ist eine reguläre Matrix.